# بختيار أرتاييف
بختيار كاريبولاولي أرتاييف (بالقازاقية: Бақтияр Ғарифоллаұлы Артаев) (من مواليد 14 مارس 1983) هو ملاكم كازاخستاني فاز بالميدالية الذهبية لكازاخستان في دورة الألعاب الأولمبية الصيفية 2004. كما كان الفائز بجائزة فال باركر للملاكمة المتميزة في دورة الألعاب الأولمبية لعام 2004. تقديرا لنجاحه وضع اسمه على أحد المراكز الرياضية في تاراز. في عام 2012 تم تعيينه رئيسًا لنادي أستانا الرئاسي الرياضي.

## روابط خارجية
- بختيار أرتاييف على موقع بوكس ريك (الإنجليزية) (registration required)
- بختيار أرتاييف على موقع اللجنة الأولمبية الدولية (الإنجليزية)
- بختيار أرتاييف على موقع أوليمبيديا (الإنجليزية)